# Шук, Лайош
Лайош Шук (англ. Lajos Shuk; 5 апреля 1897, Будапешт — 1 июня 1962) — американский виолончелист и дирижёр венгерского происхождения.
Учился у Давида Поппера и Хуго Беккера, впервые выступил с концертом в 13-летнем возрасте, широко гастролировал по Европе. В 1920 году отправился в США для выступлений в составе струнного квартета Ганса Летца; в декабре того же года дебютировал в Нью-Йорке с сольным концертом, в программу которого вошли также сочинённые Шуком песни в исполнении Леоноры Спаркс. Оставшись в этой стране на 12 лет, выступал как солист и ансамблист (в частности, в 1925—1927 гг. в составе квартета Артура Хартмана). В 1932—1934 гг. вновь работал в Европе, после непродолжительного пребывания в Австрии и Швейцарии возглавил оркестр в Араде.
В 1935 г. вернулся в США, чтобы стать первым руководителем новосозданного Филармонического оркестра Буффало, возглавлял его до 1937 г. Одновременно выступал как приглашённый дирижёр с различными нью-йоркскими коллективами. В дальнейшем, среди прочего, работал в Голливуде (в том числе в составе оркестра, собранного для записи саундтрека к кинофильму «Унесённые ветром», 1939).